# Veronica reuterana
Veronica reuterana là một loài thực vật có hoa trong họ Mã đề. Loài này được Boiss. miêu tả khoa học đầu tiên.